# Cadran solaire de Rétaud
Le cadran solaire de Rétaud est un cadran solaire situé à Rétaud, en France.

## Description
Le cadran solaire est situé dans le centre de Rétaud, en Charente-Maritime, dans la cour de l'école primaire,.
Le cadran proprement dit est un bloc gnomonique en pierre. Il comprend plusieurs cadrans solaires : un cadran vertical, plusieurs cadrans inclinés et de nombreux scaphés hémisphériques. Le bloc mesure 78 cm de hauteur.
Le bloc est posé sur un socle en pierre de 90 cm de hauteur, aux faces sculptées de bas-reliefs : un blason sur les faces nord et sud, des cariatides sur les faces est et ouest.
L'ensemble du monument est fortement dégradé.

## Historique
Selon la date gravée sur le cadran, il daterait des années 1630.
Le monument est classé au titre des monuments historiques en 1938, comme objet.